# Liarea hochstetteri
Liarea hochstetteri là một phân loài ốc đất liền cỡ nhỏ hô hấp trên cạn, a terrestrial pulmonate động vật chân bụng động vật thân mềm thuộc họ Pupinidae.

## Phân loài
- Liarea hochstetteri hochstetteri Pfeiffer, 1861: New Zealand.[1]
- Liarea hochstetteri alta Pfeiffer, 1861
- Liarea hochstetteri carinella Pfeiffer, 1861